# 馬克西斯 (喬治亞州)
馬克西斯（英語：Maxeys）是一個位於美國喬治亞州奧格爾索普縣的城鎮。

## 地理
馬克西斯的座標為33°45′26″N 83°10′26″W / 33.75722°N 83.17389°W，而該地的平均海拔高度為229米（即751英尺）。

## 人口
根據2010年美國人口普查的數據，馬克西斯的面積為6.20平方千米，當中陸地面積為6.20平方千米，而水域面積為0.00平方千米。當地共有人口224人，而人口密度為每平方千米36人。